# Cerkiew Objawienia Pańskiego w Saldusie
Cerkiew Objawienia Pańskiego – prawosławna cerkiew w Saldusie, w dekanacie lipawskim eparchii ryskiej Łotewskiego Kościoła Prawosławnego.

## Historia
Prawosławna parafia w Saldusie (ówcześnie Frauenburgu) została utworzona w 1890 r. Początkowo nabożeństwa odbywały się w tymczasowym pomieszczeniu, murowaną cerkiew wzniesiono w latach 1897–1898. Środki na jej budowę wydzielił skarb państwa. Równocześnie z cerkwią zbudowano budynek plebanii i szkoły parafialnej. 15 listopada 1898 r. gotową świątynię wyświęcił dziekan lipawski ks. Maksimian Złatinski.
Cerkiew w Saldusie była czynna przez cały czas od otwarcia – nie była zamykana również po przyłączeniu Łotwy do ZSRR. Jednak z uwagi na małą liczbę wiernych nabożeństwa odbywały się w niej tylko dwa razy w miesiącu. Po 1991 r. liczba wiernych wzrosła, a budynek wyremontowano.
Podobnie jak wiele innych cerkwi budowanych na przełomie XIX i XX w. w nadbałtyckich guberniach Imperium Rosyjskiego, świątynia w Saldusie została wzniesiona z miejscowego kamienia z użyciem czerwonej cegły, którą wykorzystano do obłożenia narożników budynku, obramowania okien i drzwi oraz fryzów. Świątynia jest budowlą jednokopułową, z dzwonnicą nad przedsionkiem. Ikonostas w jej wnętrzu jest jednorzędowy i składa się z dwunastu wizerunków. Szczególną czcią w cerkwi otaczane są dwie ikony w kiotach: Zmartwychwstania Pańskiego oraz kopia Tichwińskiej Ikony Matki Bożej. Na wyposażeniu świątyni pozostają również inne XIX-wieczne ikony.